# Britanska invazija
Britanska invazija (engleski: British Invasion), je pojam iz povijesti rock glazbe, a označava pojavu iznimne popularnosti i uspjeha koji su britanski pop i rock izvođači ostvarili šezdesetih godina 20. stoljeća u SAD-u, Kanadi, Australiji i drugim zemljama. 
Početno razdoblje britanske invazije je vrijeme od 1964. do 1966., koje započinje pojavom Beatlesa na američkoj televiziji u showu Eda Sullivana 1964. Ovaj pojam rjeđe označava i kasniji uspjeh britanskih izvođača na sjevernoameričkom tlu.

## Povijest

### Pozadina invazije
Nakon drugog svjetskog rata, britanski izvođači pop glazbe, nisu imali gotovo nikakav prijam kod sjevernoameričke publike. Ukupno tri sastava su uspjela ući na američke top liste od 1945. – 1963. Razlozi tome su višestruki, ali generalno govoreći Europa, pa tako i Britanija, podnijela je veće žrtve u ratu. Britaniju je pogodio i raspad njezinog kolonijalnog Imperija, tako da su poratne godine za Britaniju predstavljale - vrijeme mira, ali i vrijeme regresije i vrijeme depresije. Amerika je nasuprot tome, bila zemlja u uzlazu, puna optimizma, - što se je odražavalo i u glazbenoj industriji, pojavom prvih mladih buntovnih rock i blues izvođača pedesetih godina. Utjecaji su tih godina išli iz Amerike u Europu. Šezdesete su bile prekretnica, prvi koji su doživjeli značajan uspjeh preko bare, bili su sastav Tornados, hitom Telstar ( Kolovoz, 1962.) i pjevačica Dusty Springfield, s pjesmom  I Only Want To Be With You ( studeni, 1963.). Razlog povećanog interesa za britanske izvođače, bio je i u stagnaciji američke pop industrije koja se desila između ostalog i zbog sljedećih razloga; 3. veljača, 1959. u zrakoplovnoj nesreći poginili su;  Buddy Holly, Ritchie Valens i Jiles Perry Richardson (The Big Bopper), velike zvijezde. Kralj rocka Elvis Presley pozvan je na odsluženje vojne obaveze (1.listopad, 1958. do 2, ožujak, 1960.), drugi velikan američke rock glazbe Chuck Berry, osuđen je na zatvorsku kaznu koju je odležao (1959. – 1963.) zbog silovanja maloljetnice. Treći velikan,- Jerry Lee Lewis, nije osuđen na zatvorsku kaznu, ali je stavljen na led poslije izbajanja skandala, jer je oženio maloljetnu sestričnu Myru Gale Brown (13 g.) od koje je bio 23 godina stariji. Amerika je u to doba prolazila i kroz velike krize, rasne nemire, ubojstvo predsjednika Kennedyja i vijetnamski rat.

### Utjecaj Beatlesa na američku kulturu
Američku mladež je zahvatila - Beatlemania, doslovno ludovanje za njima. To se objašnjavalo time da oni i njihova glazba, personaliziraju način i ritam na koji mladi žive. Uz njih prođu su imali i ostali mladi britanski beat sastavi (nihov zaštitni znak je bila duga kosa), pa i ostali proizvodi pop kulture (film, televizija, moda, slikarstvo). Neki akteri iz tih vremena, u svojim memorablijama navode da je dovoljno bilo imati britanski akcent, pa da postaneš radio zvijezda.

## Drugi val invazije
Uslijedio je nakon jednog desetljeća, pojavom punka kasnih sedamdesetih, i pojavom izvođača kao što su bili;  Sex Pistols, The Clash, Squeeze i Elvis Costello and the Attractions.  Ali snaga ovog utjecaja bila je već daleko manja, od prvog vala.
Tijekom 1980. i 1981., uspjehe su polučili; The Police, Dire Straits, Gary Numan i The Psychedelic Furs, ali ostali britanski izvođači, poput onih iz Novog Vala ili Novog Romantizma nisu dobro prošli.
To se je promijenilo, osnutkom televizijske kuće MTV. pred kraj 1981. Tada se pojavila potreba za video dodatkom (kraćim filmom), nekog glazbenog izdanja. 
Ovaj novi medij približio je brojne britanske izvođače, američkom auuditoriju, i pomogao njihovom uspjehu na američkom tržištu. Tako su se probili; Duran Duran, Culture Club, ABC, Def Leppard, Iron Maiden, Human League, Adam Ant, A Flock of Seagulls, The Fixx, Naked Eyes, Thompson Twins, Eurythmics, Bananarama, Spandau Ballet, Wham! i nešto poznije Depeche Mode, Tears for Fears, OMD, Pet Shop Boys, The Cure, New Order,Wang Chung, Dead Or Alive i mnogi drugi. Po drugi put su britanski izvođači, dominirali na američkim top ljestvicama.
Vrhunac ovog razdoblja je srpanj, 1983. kada je 18 od 40 singl ploča na američkim top listama, bilo od britanskih glazbenika, a preko 50% od Billboardovih Hot 100 također britansko.

## Klasično razdoblje
Popis izvođača koji su ušli na američke top liste (Hot 100), 1964. – 1966.
- The Beatles
- The Animals
- The Searchers
- Peter and Gordon
- Cilla Black
- The Dave Clark Five
- Petula Clark
- Donovan
- Wayne Fontana and the Mindbenders
- Freddie and the Dreamers
- Gerry and the Pacemakers
- The Hollies
- Herman's Hermits
- The Kinks
- Manfred Mann
- The New Vaudeville Band
- The Rolling Stones
- Dusty Springfield
- The Spencer Davis Group
- The Troggs
- The Who
- The Yardbirds
- The Zombies
- The Jimi Hendrix Experience
- Lulu
- The Moody Blues
- Cream

## Druga Britanska invazija
- ABC
- Adam Ant
- Bananarama
- Big Country
- Billy Idol
- The Clash
- Culture Club
- The Cure
- Def Leppard
- Depeche Mode
- Dire Straits
- Duran Duran
- Eurythmics
- Fine Young Cannibals
- Iron Maiden
- Madness
- New Order
- Pet Shop Boys
- The Police
- The Pretenders
- Rick Astley
- Sex Pistols
- Simple Minds
- Squeeze
- Thomas Dolby
- Tears for Fears
- Wham!